# Na igre
Na igre (russisk: На игре) er en russisk spillefilm fra 2009 af Pavel Sanajev.

## Medvirkende
- Sergej Tjirkov — Dmitrij Orlov
- Marina Petrenko — Margarita "Rita" Smirnova
- Pavel Prilutjnyj — Ruslan Avdejev
- Jevgenij Kharlanov — Kirill Komarenko
- Tikhon Zjiznevskij — Konstantin Tall